# IATA 공항 코드 목록/C

## C
목록: CA CB CC CD CE CF CG CH CI CJ CK CL CM CN CO CP CQ CR CS CT CU CV CW CX CY CZ
아래는 다음과 같이 나열한다.
- IATA코드 (ICAO코드) - 공항명 - 공항의 소재지

### CA
- CAA (MHCA) - Catacamas 공항 - Catacamas, 올란초 주, 온두라스
- CAB (FNCA) - 카빈다 공항 - 카빈다, 카빈다주, 앙골라
- CAC (SBCA) - Cascavel 공항 - Cascava, 파라나 주, 브라질
- CAD (FBCA) - Wexford County 공항 - Wexford County, 미시간주, 미국
- CAE (KCAE) - Columbia Metropolitan 공항 - 컬럼비아, 사우스캐롤라이나주, 미국
- CAF (SWCA) - Carauari 공항 - Carauari, 아마조나스주, 브라질
- CAG (LIEE) - Cagliari Elmas 국제공항, Cagliari, 사르데냐, 이탈리아